# Anton Ponten
Anton Ponten (Duitsland, Zyfflich, 3 mei 1870 – Nederland, Utrecht, 27 februari 1951) was een Nederlands koordirigent en organist van Duitse komaf.
Hij was zoon van organist Johannes Ponten en Maria Heynen. Hijzelf was getrouwd met Alida Catharina Rietvelt. Broer Johann Silvester Ponten was eveneens organist, maar dan te Zwolle en getuige bij dat huwelijk. 
Hij kreeg zijn muziekopleiding uiteraard eerst van zijn vader en daarvan in Goch van P.H. Thielen en in Münster van monseigneur F. Schmidt. Hij kreeg lessen piano, orgel, muziektheorie, contrapunt en koordirectie. Hij sloot zijn studie af in het Gregoriushaus te Aken. Hij werd in 1897 koordirigent (en vermoedelijk ook kortstondig organist) in de Sint-Willibrordkerk te Utrecht. Die laatste functie zou hij minstens tot in 1942 vervullen. Hij was in de jaren dertig ook muziekdocent aan het Aartsbisschoppelijk Seminarie te Culemborg. Hij had zitting in het bestuur van de R.K. Organisten- en Directeursvereeniging, waarvan hij samen met zijn broer en Cor Ponten (zoon van broer) oprichter was.
Van hem is een aantal kerkcomposities bekend:
- Misda in honorem S. Familiae, voor drie zangstemmen begeleid door orgel.
- Misda in honorem S. Willebrord, voor vier zangstemmen en orgel
- Ave verum coprus – Domine, non sum dignus, twee zangstemmen en orgel
- Missa in honorem B.M.V. Matris Boni Consilu, dat opusnummer 26 draagt
- Missa ponticalisfi, voor vier zangstemmen en orgel, opgedragen een Paus Pius X
- Missa Auxilium Christianorum opgedragen aan J. van Rossum, organist van Sint-Willibrorduskerk

Hij werd in juli 1942 pauselijk onderscheiden met het erekruis Pro Ecclesia et Pontifice.
Zoon Hans Ponten (1930-1970) studeerde aan het Conservatorium van Amsterdam en werd zanger, koordirigent van het koor van de Sint-Willibrordkerk (opvolger van zijn vader) als ook van Schola Cantorum Utrecht.